# A Bird Story
A Bird Story è un videogioco d'avventura con elementi da gioco di ruolo sviluppato e pubblicato da Freebird Games. Pubblicato il 5 novembre 2014 per Microsoft Windows, macOS e Linux, viene presentato come un cortometraggio sperimentale che connette il gioco precedente, To the Moon, e il successivo, Finding Paradise, pubblicato il 14 dicembre 2017.

## Modalità di gioco e trama
In A Bird Story viene raccontato un episodio dell'infanzia di Colin Reeds, il personaggio su cui ruoterà l'intera trama di Finding Paradise. Il giocatore controlla il piccolo Colin, bambino solitario senza amici e con genitori assenti, che comunicano con lui tramite dei post-it posizionati in giro per la casa. Il giocatore si limita a controllare il bambino con le frecce direzionali, con la possibilità di raccogliere alcuni oggetti sparsi in giro per la mappa e di interagire con essi.
Un giorno Colin salva da un predatore un uccellino, che però rimane ferito a un'ala. Nasce così una forte amicizia tra i due, vissuta tra numerose vicende e avventure che trascorrono insieme, immerse tra la realtà e fantasie nate dalla fervida immaginazione del bambino. Ad un certo punto, però, Colin capisce che non può prendersi cura da solo dell'uccellino; quando, però, si appresta a cederlo ad un veterinario, temendo che questo lo avrebbe tenuto in gabbia, scappa via con l'animale. Alla fine, una sera, il piccolo Colin e l'uccellino si salutano un'ultima volta, e dopo averlo liberato della fasciatura con cui gli aveva medicato l'ala, e dal balcone di casa sua lo fa volare via, assieme ad un altro stormo di uccelli.

## Disegni e colonna sonora
I disegni, gli sfondi e le immagini pubblicitarie del gioco sono stati realizzati dagli stessi artisti che hanno lavorato a To the Moon come Jordan B. e Gabriela A. Inoltre sono presenti dei panorami creati da Joakim Olofsson, che ha disegnato anche il logo del gioco. La colonna sonora è stata composta da Kan R. Gao, presenta 40 tracce ed è stata pubblicata il 12 novembre 2014.

## Sviluppo
A Bird Story è stato sviluppato da Freebird Games con RPG Maker. Gli sviluppatori hanno confermato che il gioco, pur ambientato nello stesso mondo di To the Moon, racconta l'infanzia di uno dei pazienti del Dottor Watts e della Dottoressa Rosalene. A differenza di To the Moon sono presenti pochi dialoghi ma Kan Gao, l'autore, ha dichiarato di essere certo di avere creato un gioco che piacerà ai fan avendoci lavorato con lo stesso spirito  dimostrato in passato.

### Collocazione temporale
Il gioco viene posizionato cronologicamente tra To the Moon e Finding Paradise, e gli sviluppatori dichiarano che non è necessario aver giocato A Bird Story per comprenderne il seguito, anche se è consigliato procedere in questo modo perché aiuta a capirne alcuni dettagli.

## Accoglienza
A Bird Story ha ricevuto un giudizio di 66/100 basato su 18 recensioni su Metacritic. Molti lo hanno messo a paragone con il precedente lavoro di Freebird Games, To the Moon. Tommaso Montagnoli scrive su Everyeye.it che "A Bird Story mantiene lo stesso concept da avventura grafica, ma è qualcosa di diverso; un titolo leggermente meno intenso, ma che riesce perfettamente nel suo intento di incuriosire e preparare il giocatore a quello verrà in seguito. Il titolo, infatti , dura un'ora soltanto, e funge in buona sostanza da introduzione al prossimo progetto di Gao". Multiplayer.it lo definisce una bellissima esperienza ma non per tutti, a causa della lentezza del ritmo e della poca interazione con il mondo di gioco.
Il gioco ha ricevuto critiche anche molto più severe, soprattutto a causa della interazione quasi nulla dato che il giocatore, per la maggior parte del tempo partecipa passivamente agli eventi, senza mai esserne totalmente coinvolto, con Eurogamer, in particolare, che contesta l'eccessiva linearità e prevedibilità dell'esperienza affermando che il giocatore passa il tempo ad attendere che qualche comando spunti su schermo, portando il giocatore spaesato a girare da un punto all'altro della mappa.